# 马建华
马建华（1963年2月14日—），大学本科，教授级高级工程师。曾任长江水利委员会主任、党组书记，现任第十四届全国政协委员、人口资源环境委员会委员。

## 简历
- 1979年9月，在清华大学水资源专业学习；
- 1984年7月，毕业分配到长办规划设计处工作；
- 1992年10月，任长江委规划设计处防洪室副主任；
- 1995年12月，加入中国共产党；
- 1996年11月，任长江委规划设计处防洪室主任；
- 1998年3月，任长江委规划设计处总工程师；
- 1998年7月，任长江委长江勘测规划设计研究院副总工程师；
- 2001年8月，任长江委副总工程师；
- 2004年6月，任长江委总工程师、中共长江委党组成员。
- 2009年11月，任长江委副主任、总工程师、党组成员。
- 2016年9月，任长江委副主任、党组成员；
- 2018年2月至2023年10月11日，任长江委主任、党组书记。[1]